# Do You Know? (The Ping Pong Song)
Do You Know? (The Ping Pong Song), conosciuto sul mercato di lingua spagnola col titolo Dímelo è un brano musicale del cantante spagnolo Enrique Iglesias, estratto come primo singolo dall'album Insomniac del 2007.
Il singolo ha avuto generalmente un buon successo in tutto il mondo, ottenendo la vetta delle classifiche dei singoli più venduti in Romania e Repubblica Ceca e della U.S. Billboard Hot Latin Tracks..

## Descrizione
Il brano prende l'ultima parte del suo nome dal campione inglese di palline da ping pong che rimbalzano, che sono utilizzate come suono di percussioni in tutta la canzone.
Iglesias insiste sul fatto che la gente chiama la canzone solo "Do You Know", come lo era la sua etichetta discografica che ha aggiunto di "The Song Ping Pong", nel tentativo di aumentare la vendita di dischi e rendere più distintivo e commerciabili.
Le basi strumentali si basano su loop campionati dalla nota società di produzione-e Bunker 8 Labs Digital. Questi campioni sono tutti i brani originali in "Otiga Verde" dalla libreria di campioni. Il piano di apertura, riff di accordi di chitarra, e anche il sintetizzatore lead che si sente tutta la canzone sono direttamente sollevata dal loop singolo campione.

## Video musicale
Il video musicale del brano è stato diretto da Jesse Terrero. Esso è apparentemente una parodia del processo di pensiero che molti registi hanno quando effettuano i video musicali di Iglesias. Il video è tagliato avanti e indietro tra le scene in cui le idee per i video vengono proposte a Iglesias e agli stessi video.
Il video inizia con Iglesias e il suo manager, interpretato da Mike Boogie, incontro con uno dei migliori registi del settore. Quando arrivano, il regista, interpretato da Jon Abrahams, è circondato da donne semi vestite, alcune delle quali stanno occupate a giocare a ping pong. Il regista suggerisce che il video inizia con Iglesias che è vestito di bianco fuori, accanto ad una piscina hotel, circondato da donne, quando una in particolare, interpretata dalla modella Messicana Pamela Burgos, cattura la sua attenzione. Iglesias la guarda e si vede interagire con lei in un letto prima che la scena si sposta a Burgos a discutere con il suo amante fuori l'hotel e poi a piedi in strada, solo per essere investito da un'auto.
Quando Iglesias dimostra scarso interesse all'idea cliché il regista lo riprende in un secondo: è nel bosco con la sua fidanzata di scuola, interpretata dalla modella argentina Yésica Toscanini. I due prima di interagire scherzosamente corrono via. Mentre si raggiunge con lei a bordo di una scogliera, si mima le parole "ti amo", al quale Iglesias è visibilmente soddisfatto. Egli diventa in difficoltà, anche se, come lei va più vicino al bordo. Infine, si butta in acqua.
Iglesias gemiti di regista l'idea della, mormora il suo manager, "Este cabrón está loco" (che significa "Questo stronzo è pazzo" in inglese), e parte. Dopo che il manager lo segue, il regista opina per le sue donne che la coppia ovviamente piaceva la sua idea.

## Tracce
UK CD1
1. Do You Know? (Album Version)
2. Do You Know? (DJ Dan Remix)

UK CD2
1. Do You Know? (Original Version)
2. Do You Know? (Ralphi Rosario & Craig CJs Vocal Mix)
3. Do You Know? (Ralphi Rosario & Craig CJs Thick & Chunky Dub)
4. Do You Know? (Ralphi Rosario & Craig CJs Radio Edit)
5. Do You Know? (DJ Dan Dub)

US CD
1. Do You Know? (Ralphi Rosario & Craig CJ's vocal mix) — 9:30
2. Do You Know? (DJ Dan & Dave Aude club remix) — 7:16
3. Do You Know? (Ralphi Rosario Thick N' Chunky dub mix) — 8:38
4. Do You Know? (DJ Dan & Dave Aude dub mix) — 7:17
5. Do You Know? (Ralphi Rosario & Craig CJ's radio edit) — 3:54
6. Do You Know? (DJ Dan & Dave Aude rub mix) — 7:17

Canada CD
1. Do You Know? (Album Version)
2. Push (Album Version)

## Classifiche
| Classifica (2007)               | Posizione più alta |
| ------------------------------- | ------------------ |
| Austria                         | 8                  |
| Belgio (Fiandre)                | 9                  |
| Belgio (Vallonia) Singles Chart | 8                  |
| Canada                          | 27                 |
| Repubblica Ceca                 | 1                  |
| Danimarca                       | 23                 |
| Paesi Bassi                     | 2                  |
| Francia                         | 9                  |
| Germania                        | 6                  |
| Ungheria                        | 3                  |
| Irlanda                         | 2                  |
| Norvegia                        | 15                 |
| Romania                         | 1                  |
| Russia                          | 7                  |
| Slovacchia Chart                | 7                  |
| Svezia                          | 3                  |
| Svizzera                        | 4                  |
| Turchia                         | 3                  |
| Regno Unito                     | 3                  |
| U.S. Billboard Hot 100          | 21                 |
| U.S. Billboard Hot Latin Tracks | 1                  |
| U.S. Billboard Pop 100          | 23                 |